# Baiae

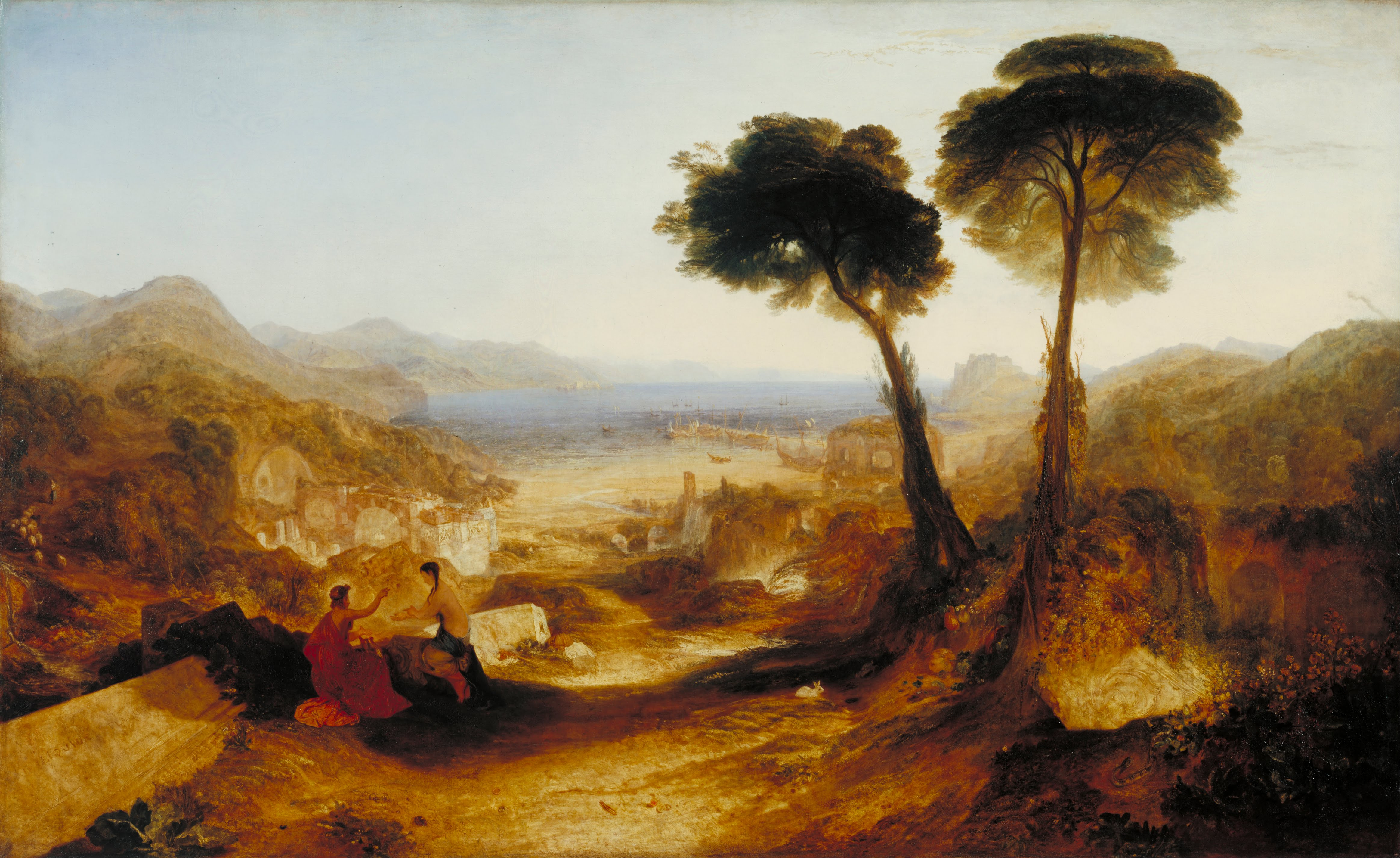
Baiae, William Turner festményén

Baiae (mai olasz megnevezése Baia) ókori római Tirrén-tengerparti üdülőváros a campaniai Bacoli területén, a Pozzuoli-öböl partján.

## Története
Az antik Baiae neve valószínűleg Odüsszeusz egyik hajósának, Baiosznak a nevéből származik, akit a hosszú utazások közben itt temettek el, miként Vergilius Aeneasának barátját, Misenust a közeli Misenumban. A város keletkezését a környező dombokon és a tengerparton fakadó bővízű kénes forrásoknak köszönhette, amelyeket fürdés és gyógyítás céljaira hasznosítottak. Első említése Titus Livius, római történetírótól származik, aki megemlíti, hogy Scipio, a nagy hadvezér nagyapja Baiaéban gyógyíttatta magát. A Római Köztársaság vége felé Baiae már benépesült, gazdag rómaiak nagyszabású villákat építtettek a Pozzuoli-öböl partján, hogy élvezzék a nagyszerű éghajlatot és fürdőket. A római építőmérnökök egy komplex földalatti csatornarendszert alakítottak ki, hogy a termálvizet szaunához hasonló fürdőhelyiségekbe vezessék, aminek következtében Baiae lett a Római Birodalom legmodernebb fürdőhelye. A vidék szépségeiről Horatius és Martialis is említést tettek feljegyzéseikben.
Az i. e. 1 században villája volt itt Caius Mariusnak, Crassusnak, Pompeiusnak, Cicerónak és Julius Caesarnak is. Az Octavianus és Marcus Antonius között dúló polgárháború után Augustus elkobozta a legszebb villákat, melyeket aztán saját használatra tartott fenn. Ekkor épült ki a hatalmas fürdőtelep. Itt élt a császár családja is és itt halt meg Marcus Claudius Marcellus, a császár legkedveltebb unokaöccse, akinek emlékére épült a római Marcellus-színház. Claudius császár is sok időt töltött Baiaéban egy hatalmas villában külön medencével. A legendák szerint Caligula őrültségében egy csónakhidat építtetett Baiaéból Puteoliba, hogy a nagy hajókon érkező vendégei mihamarabb villájába érkezzenek. Baiaéban halt meg Hadrianus császár 138-ban. Az utolsó nagy építkezéseket Severus Alexander végeztette, aki anyja, Mammea számára villát és fürdőt építtetett. Ezek után Baiae hírneve hanyatlani kezdett, és a fürdő teljesen elnéptelenedett, ezt részben a gyakori földrengések és tengermozgások okozták.
Az egykori fürdő romjai az 1936-ban elkezdett ásatások során kerültek felszínre. A tengermozgások során a partvonal többször is elsüllyedt ezért napjainkban az egykori fürdőváros emlékei a tenger mélyére kerültek.

## Fő látnivalók
A feltárt fürdőromok a Bacoli vasútállomás mögötti dombon találhatóak. A dombgerinc oldalában, a fürdőpalota tetején, az öböl felé egy hatalmas, árkádos csarnok nyílt, ahonnan látható volt a Nápolyi-öböl és a másik irányban a cumaei partszakasz. A csarnok alatt terültek el a különböző fürdőépületek a hévízes forrásokra épülve. Az összes, teraszos elrendezésben emelt épület az öböl felé nyílt, a házakat utak és lépcsők kötötték össze. A városhoz tartoztak még a tengerparton, az egykori főutca mellett húzódó épületek is. Ezek közül a legjelentősebbek:
- Diana temploma – egy 30 méter átmérőjű kupolás épület, melyről a későbbiekben kiderült, hogy tulajdonképpen egy nagyobb fürdőpalota része.
- Mercurius temploma – egy 23 méter átmérőjű fürdőpalota, melyet érdekes visszhangja miatt Tempio dell’ecónak is neveznek. Ez maradt meg a legépebben, itt tanulmányozható a legjobban a medencét vízzel ellátó csőrendszer.
- Sosandra temploma – egy négyszögletes uszodaépület. Nevét egy itt talált Aphrodité Szótéré-szoborról kapta. Az épülethez egy félköríves színházépület is tartozott a Nymphaeum
- Venus temploma - egy sokszögletű épület, középen egy 27 méter átmérőjű kupolás csarnokkal. Plinius írásaiból tudni, hogy Licinius Crassus fürdője volt. A földmozgások miatt, ma hat méterrel az utcaszint alatt fekszik.

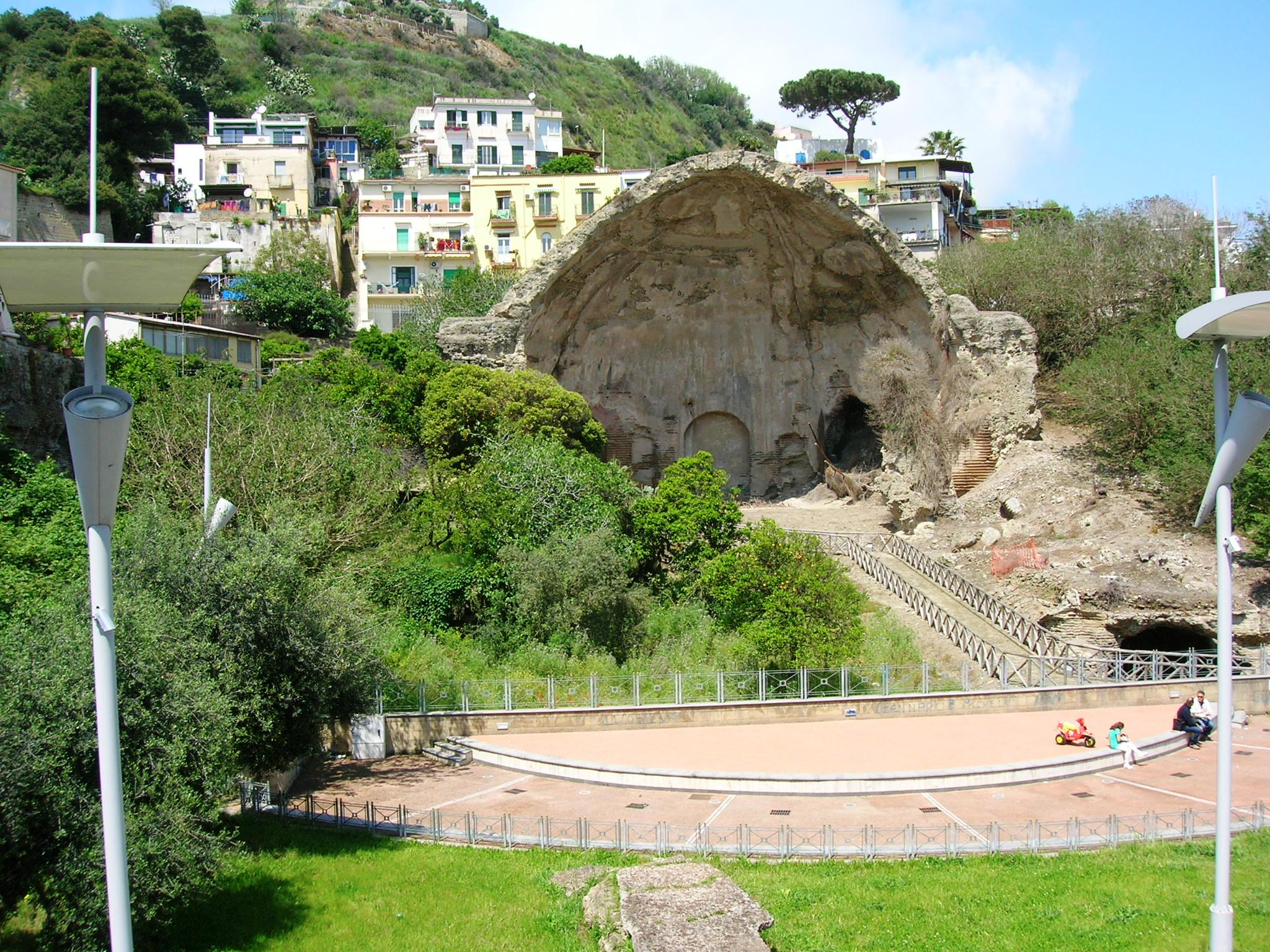
Diana temploma
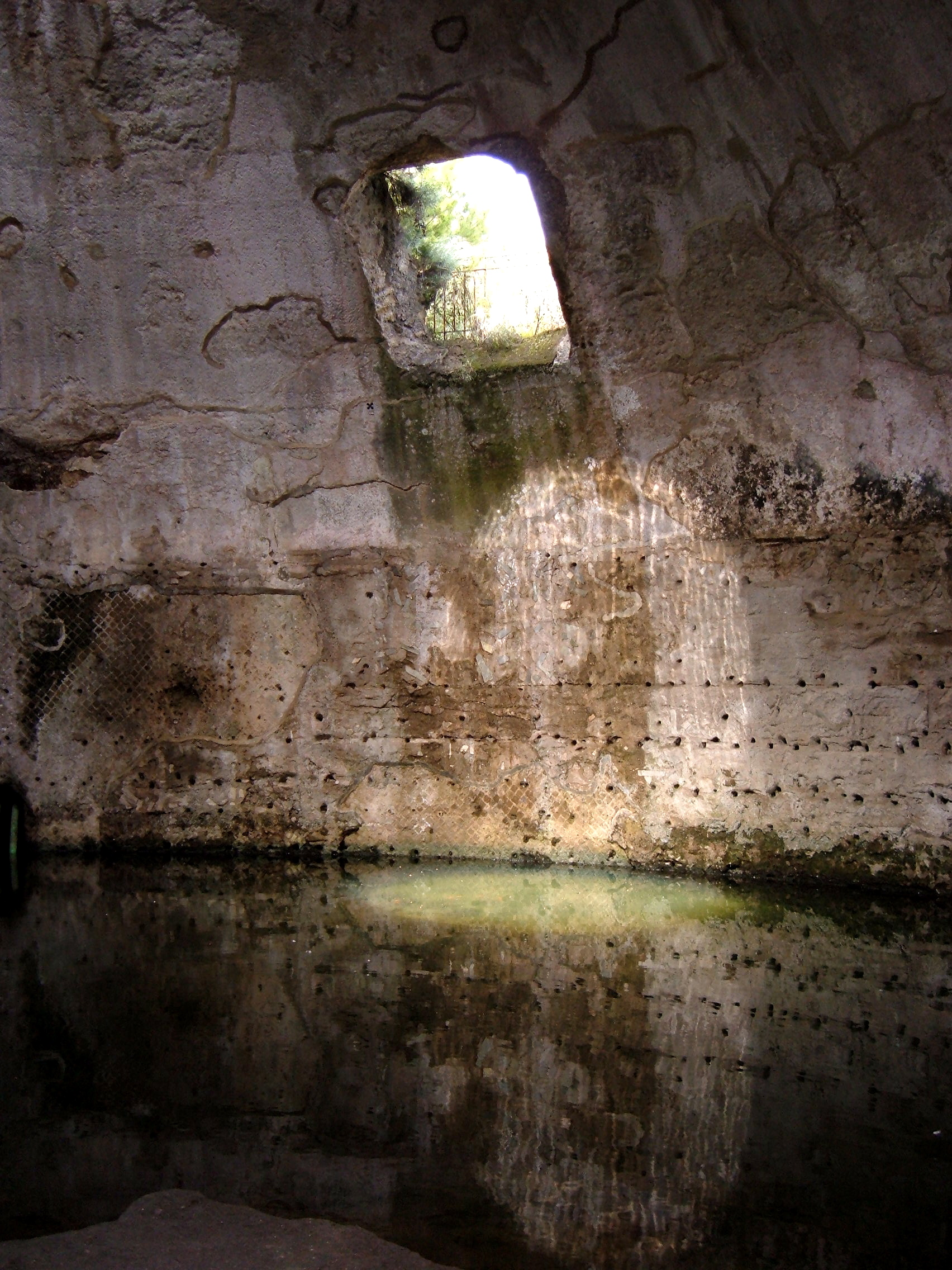
Mercurius temploma
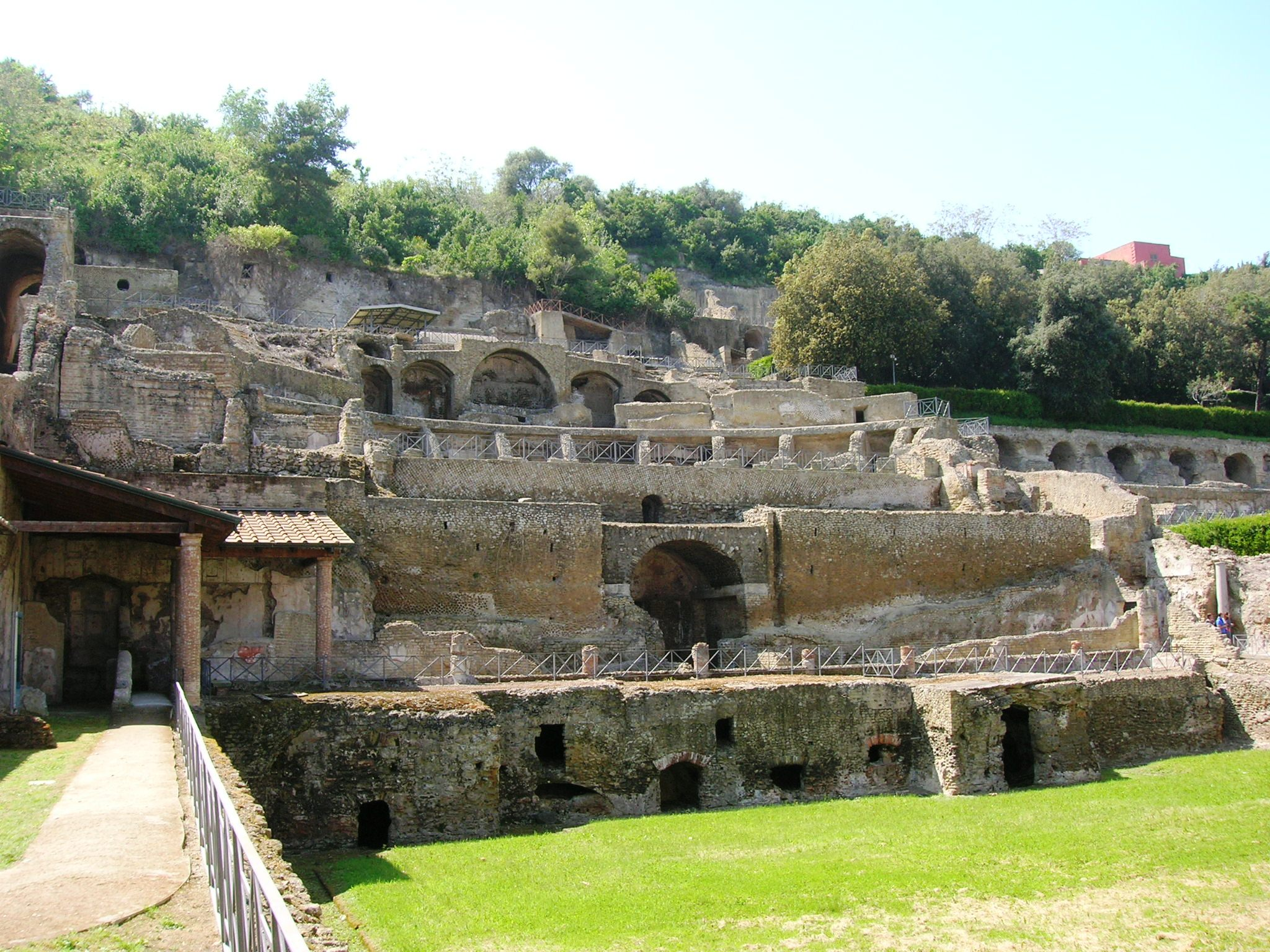
Sosandra temploma
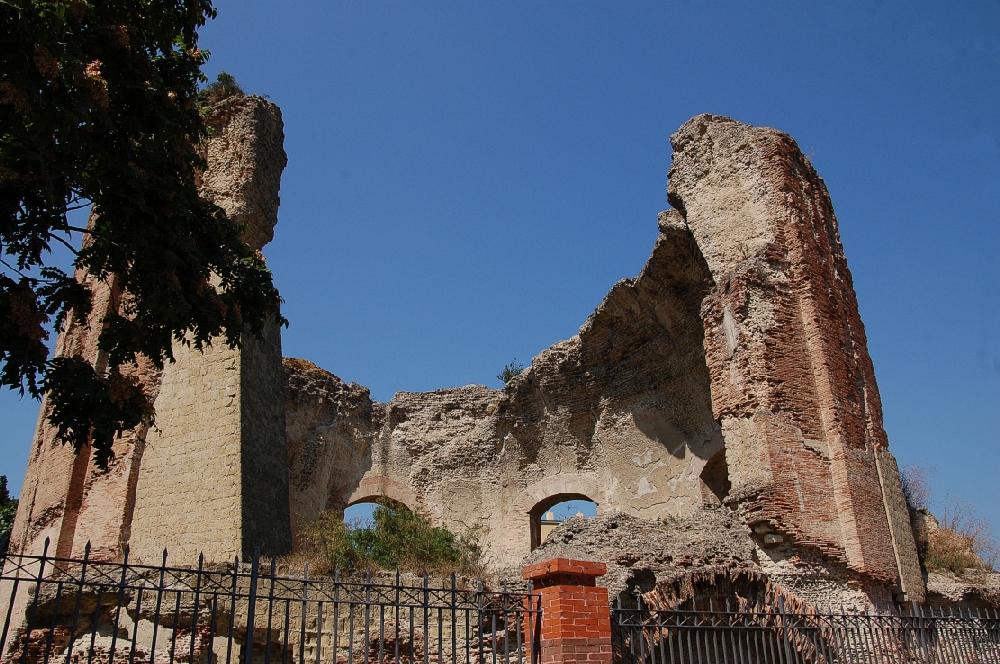
Venus temploma